# Tyburn

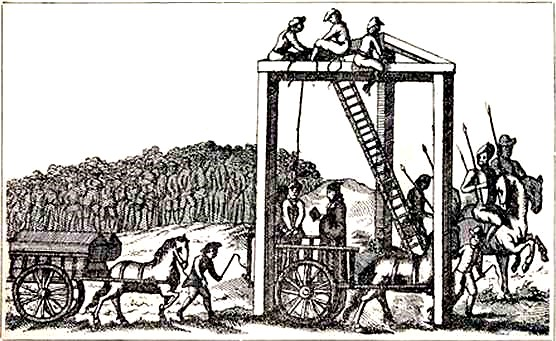
Galgen kallades "Tyburns träd".

Tyburn var ursprungligen namn på en bäck på norra sidan av nuvarande Hyde Park i London och på en därinvid liggande by. Den låg ungefär där Marble Arch ligger idag.
Där var till 1783 avrättningsplatsen med galge och gallerier, där platser för högt pris uthyrdes åt åskådare. På 1840-talet förändrades traktens utseende helt och hållet, då där uppfördes den vackra stadsdel, som senare ibland kallats Tyburnia.

## Några av de många personer som avrättats på Tyburn
- Elizabeth Barton, 1534, en nunna, motståndare till Henrik VIII
- Helige Edmund Campion, 1581, motståndare till Elisabet I av England
- Thomas Culpeper, 1541, begått äktenskapsbrott med Katarina Howard
- Francis Dereham, 1541, begått äktenskapsbrott med Katarina Howard
- William Dodd, 1777, präst och författare, dömd för växelförfalskning
- Helige John Houghton, 1535, motståndare till Henrik VIII
- "Lucky" Hubert, 1666, han bekände, felaktigt, att han hade startat den stora branden i London
- Helige Robert Southwell, 1595, motståndare till Elisabet I
- Helige John Southworth, 1654, motståndare till Oliver Cromwell
- Perkin Warbeck, 1499, en bedragare, han låtsades vara en prins och ledde ett uppror